# Little Pond
Little Pond est une communauté du  Canada située dans le comté de Kings, sur l'Île-du-Prince-Édouard. ELle se trouve au nord-est de Cardigan.
Elle a attiré l'attention des médias en 2010 quand la maison d'un couple gai de la communauté fut victime d'une bombe incendiaire. Les deux hommes échappèrent du feu sans blessures, mais leur maison fut détruite. Puis la communauté organisa une collecte de fonds pour appuyer le couple et exprimer son opposition à la violence contre les homosexuels.